# Форначе (Беневенто)
Форначе (итал. Fornace) је насеље у Италији у округу Беневенто, региону Кампанија.
Према процени из 2011. у насељу је живело 54 становника. Насеље се налази на надморској висини од 365 м.